# Кубок Казахстану з футболу 2000—2001
Кубок Казахстану з футболу 2000—2001 — 9-й розіграш кубкового футбольного турніру в Казахстані. Переможцем вперше став Женіс-Астана.

## Календар
| Раунд      | Дата                    | Матчі | Клуби  |
| ---------- | ----------------------- | ----- | ------ |
| 1/8 фіналу | 8 липня - 5 жовтня 2000 | 10    | 16 → 8 |
| 1/4 фіналу | 5-30 жовтня 2000        | 8     | 8 → 4  |
| 1/2 фіналу | 6-18 травня 2001        | 4     | 4 → 2  |
| Фінал      | 17 червня 2001          | 1     | 2 → 1  |

## 1/8 фіналу
| Команда 1                 | Заг. | Команда 2    | 1-й матч | 2-й матч |
| ------------------------- | ---- | ------------ | -------- | -------- |
| СОПФК Кайрат              | +:-  | Тараз        | +:-      | +:-      |
| Кайсар-Харрікейн          | +:-  | Батир        | +:-      | +:-      |
| Іртиш                     | +:-  | Жетису       | +:-      | +:-      |
| 8 липня/5 вересня 2000    |      |              |          |          |
| Жигер                     | -:+  | Женіс-Астана | 0:1      | -:+      |
| 25 липня/25 серпня 2000   |      |              |          |          |
| Аксесс-Голден Грейн       | 3:1  | Акмола       | 2:1      | 1:0      |
| 24 серпня/5 вересня 2000  |      |              |          |          |
| Тобол                     | 2:5  | АЕС-Єлимай   | 2:1      | 0:4      |
| 26 серпня/5 жовтня 2000   |      |              |          |          |
| Шахтар Іспат-Кармет       | 2:0  | Восток Алтин | 1:0      | 1:0      |
| 28 серпня/25 вересня 2000 |      |              |          |          |
| Достик                    | 2:4  | ЦСКА-Кайрат  | 1:3      | 1:1      |

## 1/4 фіналу
| Команда 1           | Заг.    | Команда 2    | 1-й матч | 2-й матч |
| ------------------- | ------- | ------------ | -------- | -------- |
| 5/11 жовтня 2000    |         |              |          |          |
| Кайсар-Харрікейн    | 2:3     | Іртиш        | 2:0      | 0:3      |
| 21/25 жовтня 2000   |         |              |          |          |
| АЕС-Єлимай          | 4:5     | Женіс-Астана | 4:1      | 0:4      |
| Аксесс-Голден Грейн | 5:3     | ЦСКА-Кайрат  | 3:2      | 2:1      |
| 26/30 жовтня 2000   |         |              |          |          |
| Шахтар Іспат-Кармет | 1:1 (ч) | СОПФК Кайрат | 0:0      | 1:1      |

## 1/2 фіналу
| Команда 1        | Заг. | Команда 2           | 1-й матч | 2-й матч |
| ---------------- | ---- | ------------------- | -------- | -------- |
| 6/16 травня 2001 |      |                     |          |          |
| Іртиш            | 2:0  | Шахтар Іспат-Кармет | 2:0      | 0:0      |
| 6/18 травня 2001 |      |                     |          |          |
| Женіс-Астана     | 1:0  | Єсіль-Богатир       | 1:0      | 0:0      |

## Фінал
| 17 червня 2001 |

| Женіс-Астана                                       | 1:1      | Іртиш                                       |
| -------------------------------------------------- | -------- | ------------------------------------------- |
| Тлехугов 55'                                       | Протокол | Мендес 26' (пен.)                           |
|                                                    | Пенальті |                                             |
| Козюлін · Тлехугов · Ловчев · Зенченков · Аксьонов | 5:4      | Кротов · Мендес · Кіров · Урдабаєв · Клішин |

| Центральний стадіон імені Хаджимукана Мунайтпасова, Астана Глядачів: 10 000 Арбітр: Сергій Ровенських |